# Saleen S5S Raptor
La Saleen S5S Raptor è un prototipo di autovettura sportiva realizzata dalla casa automobilistica statunitense Saleen.

## Sviluppo
Presentata il 20 marzo 2008 al salone dell'automobile di New York, venne disegnata nel 2007 dallo studio di Detroit dell'ASC Creative Services. Lo sviluppo dell'auto venne interrotto in seguito alla crisi economica del 2008.

## Tecnica
Secondo le intenzioni della casa, doveva essere fornita di un motore V8 Saleen da 5 litri sovralimentato, in grado di erogare intorno ai 470 kW (640 CV) di potenza e di accelerare da 0 a 100 km/h in meno di 3,2 secondi. La carrozzeria era in materiali compositi, il telaio in alluminio e le sospensioni avevano una configurazione a doppio quadrilatero. I cerchi da 20″ erano in alluminio forgiato avvolti da pneumatici Pirelli Rosso. L'impianto frenante era costituito da freni a disco a sei elementi pompanti. Era prevista alimentazione tramite bioetanolo E85.